# マイク・グラベル

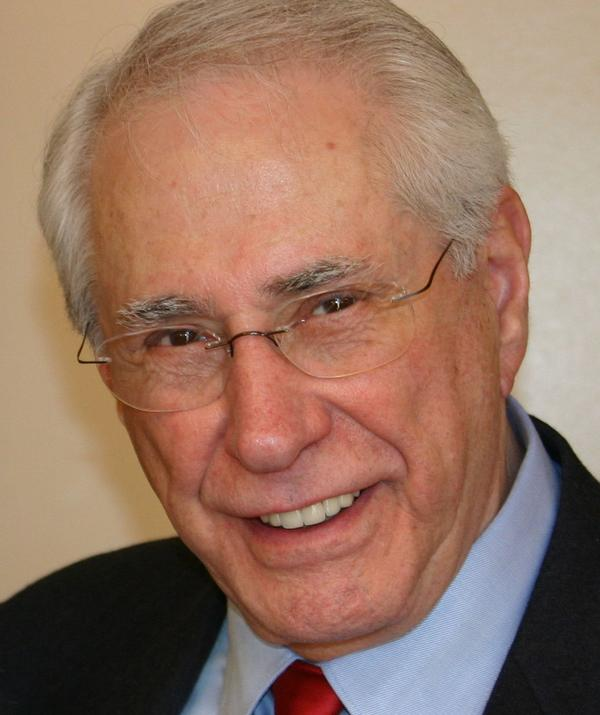
マイク・グラベル

モーリス・ロバート"マイク" グラベル(Maurice Robert "Mike" Gravel, 1930年5月13日 - 2021年6月26日)は、アメリカ合衆国連邦上院議員（アラスカ州選出、1969年 - 1981年）。

## プロフィール
- マサチューセッツ州スプリングフィールドでフランス系カナダ人移民の子として生まれる。
- アメリカ合衆国陸軍に情報要員として勤務した後、コロンビア大学を卒業。アラスカ州に転居していくつかの職を経た後、不動産開発業者となる。
- 1958年にアラスカが州に昇格する以前の準州議会の議員への立候補から政治的経歴を始め、1960年のアンカレッジ市議会に出馬して落選、1962年にアンカレッジ選出のアラスカ州下院議員に当選。1966年までの2期を務め、この間1965-1966年に下院議長となった。
- 1968年にアメリカ合衆国上院議員選挙の民主党候補者予備選で僅差で現職上院議員アーネスト・グリューニングを破って本選でも当選し、1969年に連邦上院議員となる。1974年に再選され2期目を務める。
- 連邦上院議員任期中の2つの事件でグラベルは知られている。
  - グラベルは入手したペンタゴン・ペーパーズ、4,100ページもの全文を、自身が委員長を務める外交や国防などとは全く関係のない上院小委員会（建設・土地利用小委員会）で公式記録とした。その後、公式記録全文をボストンの小出版社であるビーコンプレスを通じて出版し、一般国民がアクセスできるようにした[1]。
  - グラベルは徴兵制に関わる手続き法の更新を多様な議会戦術を駆使してたった一人で5ヶ月間止めて、ニクソン政権と上院共和党議員団から手続き法の失効という譲歩を引き出し、1973年に合衆国の徴兵制度は事実上廃止された。
- 1978年と1980年にアラスカの土地法制に反対したことが主な理由で1980年の上院議員選挙の民主党候補者予備選で1968年初当選時の対立候補の孫に敗れ、上院議員の職を失う。
- 2008年アメリカ合衆国大統領選挙の民主党候補者予備選に立候補を表明して独自の闘い[2]をしていたが、2008年3月26日リバタリアン党への移籍を表明。5月26日、予備選挙に破れ政界引退を宣言した。
- 晩年はカリフォルニア州シーサイド（英語版）に居住し健康を害した。2021年6月26日に91歳で死去[3]。